# فريدريك هاوك
فريدريك هاوك (بالإنجليزية: Frederick Hauck) هو رائد فضاء وطيار وضابط أمريكي، ولد في 11 أبريل 1941 في لونغ بيتش في الولايات المتحدة.